# موکوی (رود)

موکوی (به لاتین: Mokvi) یک رود و جویبار در آبخاز است که در گرجستان واقع شده‌است.